# Зґвалтована Вірменія
«Зґвалтована Вірменія» (англ. Ravished Armenia) — американська історична мелодрама режисера Оскара Апфеля 1919 року.

## Сюжет
Рано втративши батьків, сестер і трьох братів, які були жорстоко вбиті у неї на очах, 14-річна Аршалуйс піддавалася насильству і побиттю в гаремах курдських племен і турецьких чиновників. Через два роки, Аршалуйс Мартіканян, рятуючись від насильницького навернення в іншу віру, втекла з турецького гарему. У 1917 році, вона після довгих поневірянь, дісталася до Ерзерума, який до того часу був зайнятий російськими військами. Потрапивши до американських місіонерів, вона за допомогою Вірменського національного союзу та Американського комітету допомоги Вірменії та Сирії, виїхала до Росії, а звідти в Нью-Йорк.

## У ролях
- Аврора Мардіганян — Аршалуйс Мартіканян
- Ірвінг Каммінгс — Андранік
- Анна Нільссон — Едіт Грем
- Генрі Моргенто — посол США Генрі Моргентау
- Лілліен Вест
- Юджині Бессерер
- Френк Кларк
- Говард Дейвіс
- Гектор Діон
- Майлз Маккарті